# Heartwell
Heartwell è un comune degli Stati Uniti d'America, situato nello Stato del Nebraska, nella Contea di Kearney.